# Greta Nissen
Greta Nissen, nata Greta Ruzt-Nissen (Oslo, 30 gennaio 1905 – Montecito, 15 maggio 1988), è stata una ballerina e attrice norvegese naturalizzata statunitense.

## Biografia
Norvegese di nascita, iniziò la sua carriera artistica come ballerina, esordendo nel 1922 come solista al Nationaltheatret di Oslo. Con la compagnia, prese parte a tournée in Norvegia, girando anche alcuni film in Danimarca. Nel 1924, fece il suo debutto a Broadway come ballerina. Nissen, che aveva studiato danza con Mikhail Fokine, faceva parte del Balletto Danese quando a New York venne assunta per danzare in un musical di George S. Kaufman. 
Scoperta dal produttore Jesse L. Lasky, Greta Nissen girò il suo primo film americano nel 1925, diretta da Raoul Walsh. Nel 1927 fu scelta da Howard Hughes e Howard Hawks per ricoprire il ruolo femminile principale ne Gli angeli dell'inferno, ma il film, cominciato muto, fu fatto diventare sonoro dopo l'uscita, lo stesso anno, de Il cantante di jazz. Il suo forte accento norvegese, però, non si accordava con il personaggio di aristocratica britannica e venne sostituita dalla allora pressoché sconosciuta Jean Harlow. Concluse la sua carriera in Gran Bretagna dove si trasferì temporaneamente interpretando una manciata di film prima di ritirarsi definitivamente nel 1937.

## Filmografia
- Daarskab, dyd og driverter, regia di Lau Lauritzen (1923)
- Lille Lise let-paa-taa, regia di Lau Lauritzen (1924)
- Il figliol prodigo (The Wanderer), regia di Raoul Walsh (1925)
- Lost: A Wife, regia di William C. de Mille (1925)
- In the Name of Love, regia di Howard Higgin (1925)
- The King on Main Street, regia di Monta Bell (1925)
- La signora fortuna o La principessa bionda (The Lucky Lady), regia di Raoul Walsh (1926)
- The Love Thief, regia di John McDermott (1926)
- Ebberöds bank
- La vergine dell'harem (The Lady of the Harem), regia di Raoul Walsh (1926)
- The Popular Sin, regia di Malcolm St. Clair (1926)
- Preferite il primo amore (Blonde or Brunette), regia di Richard Rosson (1927)
- Blind Alleys
- Oasi dell'amore (Fazil), regia di Howard Hawks (1928)
- The Butter and Egg Man, regia di Richard Wallace (1928)
- Sempre rivali (Women of All Nations), regia di Raoul Walsh (1931)
- Transatlantico (Transatlantic), regia di William K. Howard (1931)
- Ambassador Bill, regia di Sam Taylor (1931)
- Good Sport, regia di Kenneth MacKenna (1931)
- Il testimonio muto (Silent Witness), regia di R.L. Hough e Marcel Varnel (1932)
- Rackety Rax, regia di Alfred L. Werker (1932)
- The Unwritten Law, regia di Christy Cabanne, Wilfred Lucas (1932)
- The Circus Queen Murder, regia di Roy William Neill (1933)
- La crociera delle ragazze (Melody Cruise), regia di Mark Sandrich (1933)
- Best of Enemies, regia di Rian James (1933)
- Life in the Raw, regia di Louis King (1934)
- Il vagone rosso (Red Wagon), regia di Paul L. Stein (1934)
- On Secret Service, regia di Arthur B. Woods (1933)
- Hired Wife, regia di George Melford (1934)
- The Luck of a Sailor, regia di Robert Milton (1934)
- Honours Easy, regia di Herbert Brenon (1935)
- Spionaggio (Cafe Colette), regia di Paul L. Stein (1937) - ultimo suo ruolo in assoluto